# Dàtil
Dàtil è una cultivar di peperoncino della specie Capsicum chinense.
Questa varietà, utilizzata nella cucina popolare della Florida sin dal 1800, è stata recentemente inserita nell'Arca del Gusto di Slow Food USA.